# Mars RK
Pour les articles homonymes, voir Mars et RK.

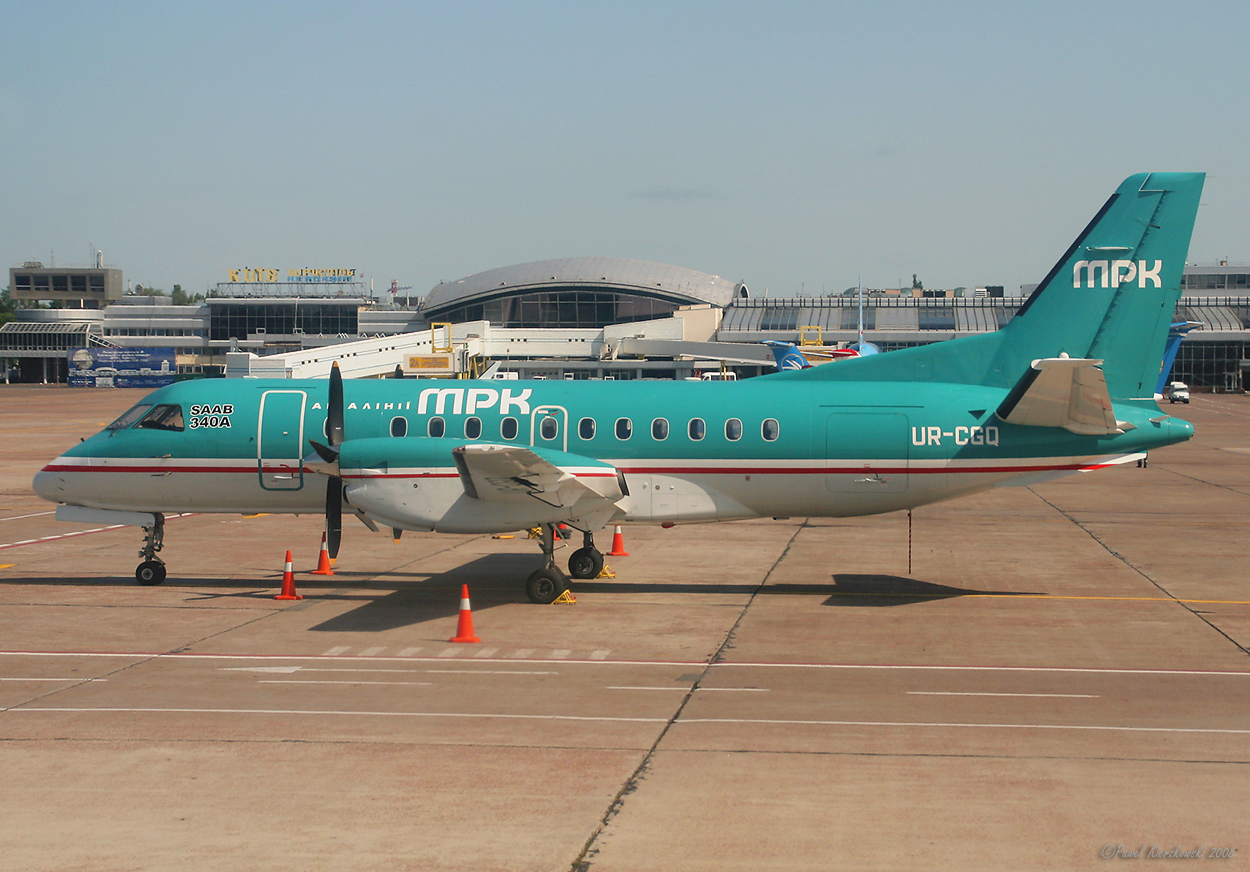
Saab 340A

Mars RK, également connue sous le nom de MRK Airlines, était une compagnie aérienne charter ukrainienne basée à l’aéroport international d'Igor Sikorsky de Kiev.